# Ouagadou
Ouagadou es una ciudad y comuna del círculo de Nara, región de Kulikoró, Mali. Su población era de 19 123 habitantes en 2009.